# Roel Bos
Roel Bos (Den Haag, 5 maart 1942) is een Nederlandse acteur en filmproducent. Hij maakte onder het pseudoniem Glenn Saxson carrière in Italië.

## Carrière
Hij studeerde aan het lyceum in Den Haag en ging daarna naar de Arnhemse toneelschool, die hij in 1964 verliet om zijn geluk in Italië te gaan beproeven. Hij nam er het pseudoniem Glenn Saxson aan en kreeg "na 2,5 jaar ploeteren" (waarin hij werkte als fotomodel en voor fotoromans) een rol aangeboden in een Italiaanse western. Hij speelde nadien nog meer hoofdrollen in spaghettiwesterns, waaronder Django spara per primo (Django schiet het eerst, 1966) en Il magnifico Texano (1967),  avonturenfilms (Luana la figlia delle foresta vergine, 1968), misdaadfilms (de stripverfilming Kriminal, 1966) en een paar Duits-Oostenrijkse erotische komedies uit de "Frau Wirtin"-reeks. Hij produceerde onder zijn echte naam enkele films waaronder de controversiële eerste films van Sergio Nasca, Il saprofita (1973) en Vergine e di nome Maria (1975). De laatste film werd kort na zijn première in beslag genomen wegens vermeende godslastering. Hij kwam in een herwerkte versie uit onder de nieuwe naam Malía.
Hij was naast hoofdrolspeler ook producent van de romantische dramafilm Addio, Alessandra, die deels in Wassenaar werd opgenomen, met Annamaria Pierangeli als tegenspeelster. De film ging in première op het 30e filmfestival van Venetië in 1969. 
Glenn Saxson speelde nog een hoofdrol in de Italiaanse komedie Acqua e sapone van Carlo Verdone uit 1983.
In 1991 was Roel Bos op de Nederlandse televisie te zien als Hans Maasland in de dramaserie De Dageraad op RTL 4. In die periode richtte hij in Costa Rica het luxueuze vakantiedorp Villas Rio Mar op. Een tiental jaren nadien keerde hij terug naar Nederland.

## Filmografie (als acteur)
- Vaya con dios gringo (1966)
- Django spara per primo (1966)
- Kriminal (1966)
- Il magnifico Texano (1967)
- Luana la figlia delle foreste vergine (1968)
- Il marchio di Kriminal (1968)
- Il lungo giorno del massacro (1968)
- Carogne si nasce (1968)
- Addio, Alessandra  (1969)
- Frau Wirtin treibt est jetzt noch toller (De waardin zoekt de zonde op, 1970)
- Frau Wirtin bläst auch gern Trompete (Sexy Suzanne blaast trompet, 1970)
- Io Cristiana, studentesse degli scandali (1971)
- Acqua e sapone (1983)
- De Dageraad (televisieserie) (rol "Hans Maasland") (1991)